# Wôlinak
Wôlinak ou W8linak (prononciation en abénaki : /wɔ̃linak/), dont le nom officiel est Wôlinak 11, est une réserve abénaquise située dans la région administrative québécoise du Centre-du-Québec, au Canada. Wôlinak signifie « la rivière aux longs détours » en abénaqui. Elle est habitée par les membres de la Première Nation des Abénakis de Wôlinak.

## Géographie
La réserve de Wôlinak, située en bordure de la rivière Bécancour, est enclavée dans Bécancour.

## Histoire
« Vers 1680, quelques familles d’Abénakis et de Sokokis allèrent s’établir sur la rivière Puante (nom donné après la bataille de la Rivière Puante qui a opposé les Algonquins et les Ononchataronons), qui plus tard, porta le nom de M. de Bécancour, Baron de Portneuf, qui s’y était aussi établi. »
De plus de 600 qu’ils étaient au début, leur nombre diminua à la suite des guerres, des épidémies et de l’usurpation de leurs terres au profit des colons français ainsi qu’aux Jésuites qui se mirent de la partie sous prétexte de les éloigner du commerce de l’eau-de-vie.
La plupart des autochtones qui s’établirent à Bécancour, étaient venus de Namesokântsik (lieu où il y a beaucoup de poissons), connu maintenant sous le nom de Mégantic. En arrivant à Bécancour, les autochtones se fixèrent sur une île, connue aujourd’hui sous le nom d’île Montesson. Ils « sont les meilleurs partisans du pays et sont toujours disposés à faire des courses dans la Nouvelle-Angleterre, où leur seul nom a souvent jeté l’épouvante jusque dans Baston (Boston). Ils sont tous chrétiens et on leur a bâti une jolie chapelle, où ils pratiquent avec beaucoup d’édification tous les exercices du christianisme. »
Wôlinak fut fondée en 1704 à la suite de l'invitation faite par l'intendant Beauharnois à une bande abénaquise vivant au Maine. Les terres leur furent concédées en 1708. Ils perdirent l’île Montesson, avec le successeur du seigneur de Bécancour, Monsieur de Montesson. Celui-ci les maltraita, les accusa de s’être emparés d’un terrain qui ne leur appartenait pas, et les chassa de l’île qu’ils occupaient depuis plus de trente ans. Les autochtones, forcés d’abandonner leur premier village, allèrent se fixer sur une petite île de la rivière Bécancour, quelques arpents plus haut que l’église actuelle. Ils n’y restèrent que quelque temps, et se retirèrent ensuite sur une autre île, située vis-à-vis de la propriété qu’ils occupent aujourd’hui. Enfin, forcés par les maladies et les inondations de déloger une troisième fois, ils se retirèrent, vers 1735, sur le terrain qu’ils occupent actuellement, Ils y bâtirent une seconde église en bois, de 60' de long sur 30' de large. Le Père Eustache Lesueur en assurait le ministère. Comme il n’y avait pas encore d’église à Bécancourt, les Canadiens venaient à l’église des Abénaquis. Après la construction de l’église de Bécancourt, en décembre 1757, l’église des « Sauvages » brûla, pendant une nuit fort obscure. La cause de ce désastre est demeurée inconnue. La croix du clocher, sauvée de l’incendie, a été conservée jusqu’à ce jour. Elle est actuellement érigée au milieu du village. Quant à la cloche, elle se retrouve au Parlement du Québec, à Québec.[réf. nécessaire]
En 1812, ils perdirent encore du terrain dont on s’empara injustement, pendant qu’ils combattaient aux frontières pour la défense de leur pays adoptif. Lorsqu’ils revinrent de cette célèbre campagne, où ils avaient combattu si courageusement, leur domaine, divisé par lots, était possédé par des blancs; et on ne leur avait pas même réservé un coin de terre pour se retirer. Irrités d’une pareille injustice, ils se jetèrent avec fureur sur les maisons, construites dans leur village, les détruisirent et défendirent, les armes à la main, ce morceau de terre. De cette manière, ils purent conserver deux petites îles de la rivière Bécancour et environ soixante arpents de terre. Voilà tout ce qu’ils ont pu conserver de leur domaine.

## Démographie
| 1996 | 2001 | 2006 | 2011 | 2016 | 2021 |
| ---- | ---- | ---- | ---- | ---- | ---- |
| 147  | 146  | 168  | 180  | 202  | 235  |

## Administration
La réserve de Wôlinak possède son propre Conseil (Première Nation des Abénakis de Wôlinak), comme toutes les communautés des Premières Nations du Québec, mais partage aussi quelques-unes de ses responsabilités avec le Grand Conseil de la Nation Waban-Aki qu'elle a en commun avec la communauté sœur d'Odanak.